# Cliffortia micrantha
Cliffortia micrantha är en rosväxtart som beskrevs av August Henning Weimarck och Margaret Rutherford Bryan Levyns. Cliffortia micrantha ingår i släktet Cliffortia och familjen rosväxter. Inga underarter finns listade i Catalogue of Life.